# Discografia di Elvis Costello

## Album in studio
| Anno | Titolo                                                    | Artista accreditato                                          | Posizione in classifica | Posizione in classifica | Posizione in classifica | Posizione in classifica | Posizione in classifica | Posizione in classifica | Posizione in classifica | Posizione in classifica | Certificazione                |
| Anno | Titolo                                                    | Artista accreditato                                          | UK                      | AUS                     | JPN                     | NLD                     | NOR                     | N.Z.                    | SWE                     | US                      | Certificazione                |
| ---- | --------------------------------------------------------- | ------------------------------------------------------------ | ----------------------- | ----------------------- | ----------------------- | ----------------------- | ----------------------- | ----------------------- | ----------------------- | ----------------------- | ----------------------------- |
| 1977 | My Aim Is True - Label: Stiff/Columbia                    | Elvis Costello[A]                                            | 14                      | 25                      | 285                     | –                       | –                       | 32                      | 14                      | 32                      | - Silver (UK) - Platinum (US) |
| 1978 | This Year's Model - Label: Radar/Columbia                 | Elvis Costello[A]                                            | 4                       | 26                      | –                       | 14                      | 15                      | 11                      | 10                      | 30                      | - Gold (UK) - Gold (US)       |
| 1979 | Armed Forces - Label: Radar/Columbia                      | Elvis Costello and The Attractions                           | 2                       | 9                       | –                       | 13                      | 12                      | 9                       | 11                      | 10                      | - Platinum (UK) - Gold (US)   |
| 1980 | Get Happy!! - Label: F-Beat/Columbia                      | Elvis Costello and The Attractions                           | 2                       | 25                      | –                       | 34                      | 11                      | 9                       | 6                       | 11                      | - Gold (UK)                   |
| 1981 | Trust - Label: F-Beat/Columbia                            | Elvis Costello and The Attractions                           | 9                       | 71                      | –                       | –                       | 28                      | 17                      | 8                       | 28                      |                               |
| 1981 | Almost Blue - Label: F-Beat/Columbia                      | Elvis Costello and The Attractions                           | 7                       | 50                      | –                       | 21                      | –                       | –                       | 17                      | 50                      | - Gold (UK)                   |
| 1982 | Imperial Bedroom - Label: F-Beat/Columbia                 | Elvis Costello and The Attractions                           | 6                       | 49                      | –                       | 45                      | 18                      | 37                      | 30                      | 30                      |                               |
| 1983 | Punch the Clock - Label: F-Beat/Columbia                  | Elvis Costello and The Attractions                           | 3                       | 22                      | –                       | 27                      | 18                      | 6                       | 9                       | 24                      |                               |
| 1984 | Goodbye Cruel World - Label: F-Beat/Columbia              | Elvis Costello and The Attractions                           | 10                      | 53                      | 52                      | –                       | –                       | 32                      | 20                      | 35                      | - Silver (UK)                 |
| 1986 | King of America - Label: Demon/Columbia                   | The Costello Show featuring The Attractions and Confederates | 11                      | 67                      | 41                      | –                       | –                       | 21                      | 12                      | 39                      | - Silver (UK)                 |
| 1986 | Blood & Chocolate - Label: Demon/Columbia                 | Elvis Costello and The Attractions                           | 16                      | –                       | –                       | 19                      | –                       | –                       | 26                      | 84                      | - Gold (UK)                   |
| 1989 | Spike - Label: Warner Bros.                               | Elvis Costello                                               | 5                       | 26                      | 61                      | 19                      | –                       | 34                      | 13                      | 32                      | - Gold (UK) - Gold (US)       |
| 1991 | Mighty Like a Rose - Label: Warner Bros.                  | Elvis Costello                                               | 5                       | 37                      | 39                      | 47                      | 11                      | 38                      | 23                      | 55                      | - Silver (UK)                 |
| 1991 | G.B.H. - Label: Demon                                     | Richard Harvey & Elvis Costello                              | –                       | –                       | –                       | –                       | –                       | –                       | –                       | –                       |                               |
| 1993 | The Juliet Letters - Label: Warner Bros.                  | Elvis Costello and The Brodsky Quartet                       | 18                      | –                       | 39                      | 54                      | –                       | –                       | –                       | 125                     |                               |
| 1994 | Brutal Youth - Label: Warner Bros.                        | Elvis Costello                                               | 2                       | –                       | 30                      | 54                      | –                       | 48                      | 14                      | 34                      | - Silver (UK)                 |
| 1995 | Kojak Variety - Label: Warner Bros.                       | Elvis Costello                                               | 21                      | –                       | 60                      | 74                      | –                       | –                       | 23                      | 102                     |                               |
| 1995 | Jake's Progress - Label: Demon/Rykodisc                   | Richard Harvey and Elvis Costello                            | –                       | –                       | –                       | –                       | –                       | –                       | –                       | –                       |                               |
| 1996 | All This Useless Beauty - Label: Warner Bros.             | Elvis Costello and The Attractions                           | 28                      | –                       | 77                      | 83                      | 38                      | –                       | 24                      | 53                      |                               |
| 1998 | Painted from Memory - Label: Mercury/Polygram             | Elvis Costello and Burt Bacharach                            | 32                      | 26                      | 69                      | 33                      | 29                      | 38                      | 18                      | 78                      | - Silver (UK)                 |
| 2002 | When I Was Cruel - Label: Island                          | Elvis Costello                                               | 17                      | 34                      | 15                      | 34                      | 17                      | –                       | 56                      | 20                      | - Silver (UK)                 |
| 2003 | North - Label: Deutsche Grammophon                        | Elvis Costello                                               | 44                      | –                       | 26                      | 56                      | 25                      | –                       | 25                      | 57                      |                               |
| 2004 | The Delivery Man - Label: Lost Highway                    | Elvis Costello and The Imposters                             | 73                      | –                       | 100                     | 65                      | 34                      | –                       | 58                      | 40                      |                               |
| 2004 | Il Sogno - Label: Deutsche Grammophon                     | Elvis Costello                                               | –                       | –                       | –                       | –                       | –                       | –                       | –                       | –                       |                               |
| 2005 | Piano Jazz - Label: Jazz Alliance                         | Elvis Costello with Marian McPartland                        | –                       | –                       | –                       | –                       | –                       | –                       | –                       | –                       |                               |
| 2006 | The River in Reverse - Label: Verve Forecast              | Elvis Costello and the Imposters and Allen Toussaint         | 97                      | –                       | –                       | 61                      | 31                      | –                       | 40                      | 103                     |                               |
| 2008 | Momofuku - Label: Lost Highway                            | Elvis Costello and The Imposters                             | 112                     | –                       | 98                      | –                       | 34                      | –                       | –                       | 59                      |                               |
| 2009 | Secret, Profane & Sugarcane - Label: Hear Music/Universal | Elvis Costello                                               | 71                      | –                       | 82                      | –                       | –                       | –                       | 45                      | 13                      |                               |
| 2010 | National Ransom - Label: Hear Music/Universal             | Elvis Costello                                               | 71                      | –                       | 116                     | –                       | –                       | –                       | –                       | 39                      |                               |
| 2013 | Wise Up Ghost - Label: Blue Note Records                  | Elvis Costello and The Roots                                 | 28                      | 40                      | –                       | –                       | –                       | –                       | –                       | 16                      |                               |

Notes
- A ^ Alcune riedizioni di  This Year's Model sono accreditate a Elvis Costello and The Attractions.

## Album in cui è accreditato con altri artisti
- 1993 - Now Ain't the Time for Your Tears (MCA Records) di Wandy James - tutte le tracce sono state composte da Costello
- 1997 - Terror & Magnificence (Argo Records) di John Harle featuring Elvis Costello, Sarah Leonard e Andy Sheppard
- 1999 - The Sweetest Punch (Universal) di Bill Frisell - pubblicato come The New Songs of Elvis Costello and Burt Bucharach Arranged by Bill Frisell
- 2001 - For the Stars (Deutsche Grammophon) di Anne Sofie von Otter pubblicato come Anne Sofie von Otter Meets Elvis Costello

## Live
- 1978 - Live at the El Mocambo (Columbia)
- 1995 - Deep Dead Blue (Nonesuch)
- 1996 - Costello & Nieve (Warner Bros.)
- 2006 - My Flame Burns Blue (Deutsche Grammophon) #188 USA
- 2010 - Live at Hollywood High (Hip-O)
- 2012 - The Return of the Spectacular Spinning Songbook (Universal)

## Raccolte
- 1980 - Taking Liberties (Columbia, solo USA) #28 USA
- 1980 - Ten Bloody Marys & Ten How's Your Fathers (F-Beat, solo UK)
- 1985 - The Man – The Best of Elvis Costello (Demon) #8 UK
- 1985 - The Best of Elvis Costello & The Attractions (Columbia) #116 USA
- 1987 - Out of Our Idiot (Demon, solo UK)
- 1989 - Girls Girls Girls (Demon/Columbia) #67 UK
- 1990 - The Best of Elvis Costello and the Attractions
- 1994 - The Very Best of Elvis Costello and The Attractions 1977-86 (Rykodisc/Demon) #57 UK
- 1997 - Extreme Honey (Warner Bros.)
- 1999 - The Very Best of Elvis Costello (PolyGram) #4 UK
- 2002 - Cruel Smile (Universal) #180 USA
- 2007 - The Best of Elvis Costello: The First 10 Years (Hip-O) #110 USA
- 2007 - Rock and Roll Music (Hip-O)

## Box set
- 1993 - 2½ Years (Rykodisc)
- 2003 - Singles, Volume 1 (Edsel, solo UK)
- 2003 - Singles, Volume 2 (Edsel, solo UK)
- 2003 - Singles, Volume 3 (Edsel, solo UK)

## Riedizioni

### Le riedizioni della Rykodisc e della Demon
Dal 1993 al 1995, la Rykodisc Records (Stati Uniti) e la Demon Records (Regno Unito) hanno rimasterizzato tutti i dischi fatti da Costello prima del passaggio alla Warner Bros., inserendo delle tracce bonus in tutti gli album. Le due case discografiche hanno inoltre pubblicato un Greatest Hits e il famoso Live at the El Mocambo. La Rykodisc divenne l'unico distributore in America per l'album The Juliet Letters. Il contratto con queste due case è terminato nel 2000.

### Le riedizioni della Rhino Records
A Partire dal 2001, la Rhino Records preparò 18 riedizioni degli album fatti da Costello prima del passaggio alla Polygram/Universal. Escludendo le Compilation, ogni album venne rimasterizzato e associato a un disco bonus contenente delle tracce bonus, dei b-side, delle tracce inedite, delle versioni live delle canzoni, delle demo e delle versioni alternative delle sue canzoni.
Il progetto venne portato avanti con la collaborazione dello stesso Elvis Costello, che per l'occasione scrisse delle note sui libretti di ogni disco, parlando delle sue impressioni sul disco, raccontando aneddoti e ricordi dell'epoca in cui l'album era stato pubblicato. Gli album vennero pubblicati a tre a tre, ad esclusione di King of America, The Juliet Letters e di The Very Best of Elvis Costello, che vennero pubblicati singolarmente. Ecco le date in cui vennero pubblicate le riedizioni Rhino:
1. 17 aprile 2001: The Very Best of Elvis Costello
2. 11 agosto 2001: My Aim Is True, Spike, All This Useless Beauty
3. 19 febbraio 2002: This Year's Model, Blood and Chocolate, Brutal Youth
4. 19 novembre 2002: Armed Forces, Imperial Bedroom, Mighty Like a Rose
5. 9 settembre 2003: Get Happy!!, Trust, Punch the Clock
6. 3 agosto 2004: Almost Blue, Goodbye Cruel World, Kojak Variety
7. 26 aprile 2005: King of America
8. 21 marzo 2006: The Juliet Letters

Le riedizioni di Almost Blue e Kojak Variety contenevano, all'interno dei bonus, talmente tante tracce che potevano costituire dei nuovi album, o di live mai pubblicati, o di b-side. Il disco bonus di Kojak Variety contiene 10 pezzi di George Jones che Costello aveva registrato per cercare di spingere il celebre cantante country a suonare in uno dei suoi dischi.
Il disco bonus di Get Happy!! era particolarmente ricco di tracce, ben 30, portando così il totale delle canzoni presenti nei due a 50.

### Riedizioni Universal
Nell'agosto 2006, 3 mesi dopo la fine delle riedizioni della Rhino, la Universal annunciò di aver acquistato tutti i primi lavori di Costello. Questa acquisizione comprendeva tutti i lavori di Elvis, da My Aim Is True a King of America, escludendo i soli lavori pubblicati sotto la Warner Bros. (da Spike a All This Useless Beauty). Questi album erano però già stati tutti riediti dalla Rhino, una filiale della Rhino. La UME dichiarò che i suoi lavori sarebbero stati riediti sotto la Hip-O Records. Questa serie di riedizioni sarà la quarta in cd per i suoi lavori per Stiff, Radar e Demon (pubblicati negli stati uniti dalla Columbia Records).

## Tributi a Elvis Costello
1. Bespoke Songs, Lost Dogs, Detours & Rendezvous, artisti vari, 1998
2. Almost You: The Songs of Elvis Costello, artisti vari, 2002
3. The Elvis Costello Songbook, Bonnie Brett, 2003
4. A Tribute to Elvis Costello, Patrik Tanner, 2004
5. Davis Does Elvis, Stuart Davis, 2004

## Apparizioni in compilation
- 1999 - Woodstock 1999